# Pfäffikon, Zürich
Pfäffikon är en ort och kommun vid sjön Pfäffikersee i kantonen Zürich, Schweiz. Kommunen har 12 509 invånare (2023).
Pfäffikon är huvudort i distriktet Pfäffikon.
I kommunen finns förutom centralorten Pfäffikon även byarna Hermatswil, Auslikon, Balm, Faichrüti, Irgenhausen, Oberwil, Ravensbüel, Rick, Ruetschberg, Sulzberg och Wallikon.